# Verticillium intertextum
Verticillium intertextum är en svampart som beskrevs av I. Isaac & R.R. Davies 1955. Verticillium intertextum ingår i släktet Verticillium och familjen Plectosphaerellaceae.   Inga underarter finns listade i Catalogue of Life.